# Эдберг, Стефан
Стефан Бенгт Эдберг (швед. Stefan Bengt Edberg; род. 19 января 1966, Вестервик, Кальмар) — шведский теннисист, бывшая первая ракетка мира в одиночном и парном разрядах, победитель 6 турниров Большого шлема в одиночном разряде, 3 турниров Большого шлема в парном разряде. Единственный в истории обладатель Большого шлема среди юниоров.

## Достижения
Профессионал с 1983 года. Выиграл 42 турнира в одиночном и 18 турниров в парном разряде.
Первая ракетка мира в одиночном разряде с 13 августа 1990 года, сохранял этот титул (с перерывами) в течение 72 недель.
Лучшие результаты:
- Обладатель Большого шлема 1983 года в одиночном разряде среди юниоров.
- Чемпион Австралии (1985, 1987) в одиночном разряде.
- Чемпион Уимблдона (1988, 1990) в одиночном разряде.
- Чемпион США (1991, 1992) в одиночном разряде.
- Финалист Открытого чемпионата Франции (1989) в одиночном разряде.
- Победитель Кубка Мастерс в 1989 году.
- Чемпион США (1987) в мужском парном разряде.
- Чемпион Австралии (1987, 1996) в мужском парном разряде.
- Победитель показательного теннисного турнира на Олимпийских играх 1984 в одиночном разряде.
- Бронзовый призёр Олимпийских игр 1988 года в одиночном и парном разрядах.
- Единственный игрок, удостоенный звания «Игрок года» в одиночном (1990, 1991) и парном (1986, 1987) разрядах.

## Стиль игры
Мощная подача, хорошо поставленный одноручный бэкхэнд и хорошая игра с лёта были неотъемлемыми элементами атакующего стиля Стефана. Швед проповедовал быстрый и атлетичный теннис, поэтому был наиболее опасен на быстрых покрытиях. Его излюбленным приёмом был элемент «подача-выход к сетке» (англ. serve-and-volley). Уже после второго удара он продвигался к сетке и играл с лёта, что выглядело очень эффектно и часто приносило победы.
Эдберг отличался среди современников спортивным благородством. Пять раз его отмечали как безукоризненного игрока профессионального тура (в 1988—1990, 1992 и 1995 году). В дальнейшем ATP учредила специальную награду за мастерство и служение теннису — «Джентльмен корта» имени Стефана Эдберга.

## Биография
Начал заниматься теннисом в возрасте 7 лет. В 14 лет становится чемпионом мира среди юниоров и в одиночном, и в парном разряде. В 16 лет дебютирует в профессионалах.
В 1983 году Стефан Эдберг выигрывает Большой Шлем среди юниоров. Он остаётся единственным теннисистом, добившимся подобного успеха в юниорских соревнованиях. Этот успех был омрачён несчастным случаем, случившимся в финале Открытого чемпионата США (в результате трагического стечения обстоятельств подача Эдберга привела к смерти линейного судьи Ричарда Вертхайма).
В 19-летнем возрасте выигрывает свой первый турнир Большого Шлема в профессионалах — Открытый чемпионат Австралии 1985 года.
Эдберг был близок к победам на всех турнирах Большого Шлема в профессионалах. В 1989 году дошёл до финала грунтового Ролан Гаррос (самого неудобного для себя турнира), но в решающем матче в пяти сетах уступил сенсации турнира 17-летнему Майклу Чангу.
Свой шестой и последний титул турнира Большого Шлема он выиграл на Открытом чемпионате США 1992 года. В четвертьфинале швед побеждает Майкла Чанга со счетом 6:7, 7:5, 7:6, 5:7, 6:4. Матч продолжался 5 часов 26 минут и является самым длительным в истории этого чемпионата. В финале Эдберг обыгрывает нового лидера мирового тенниса Пита Сампраса.

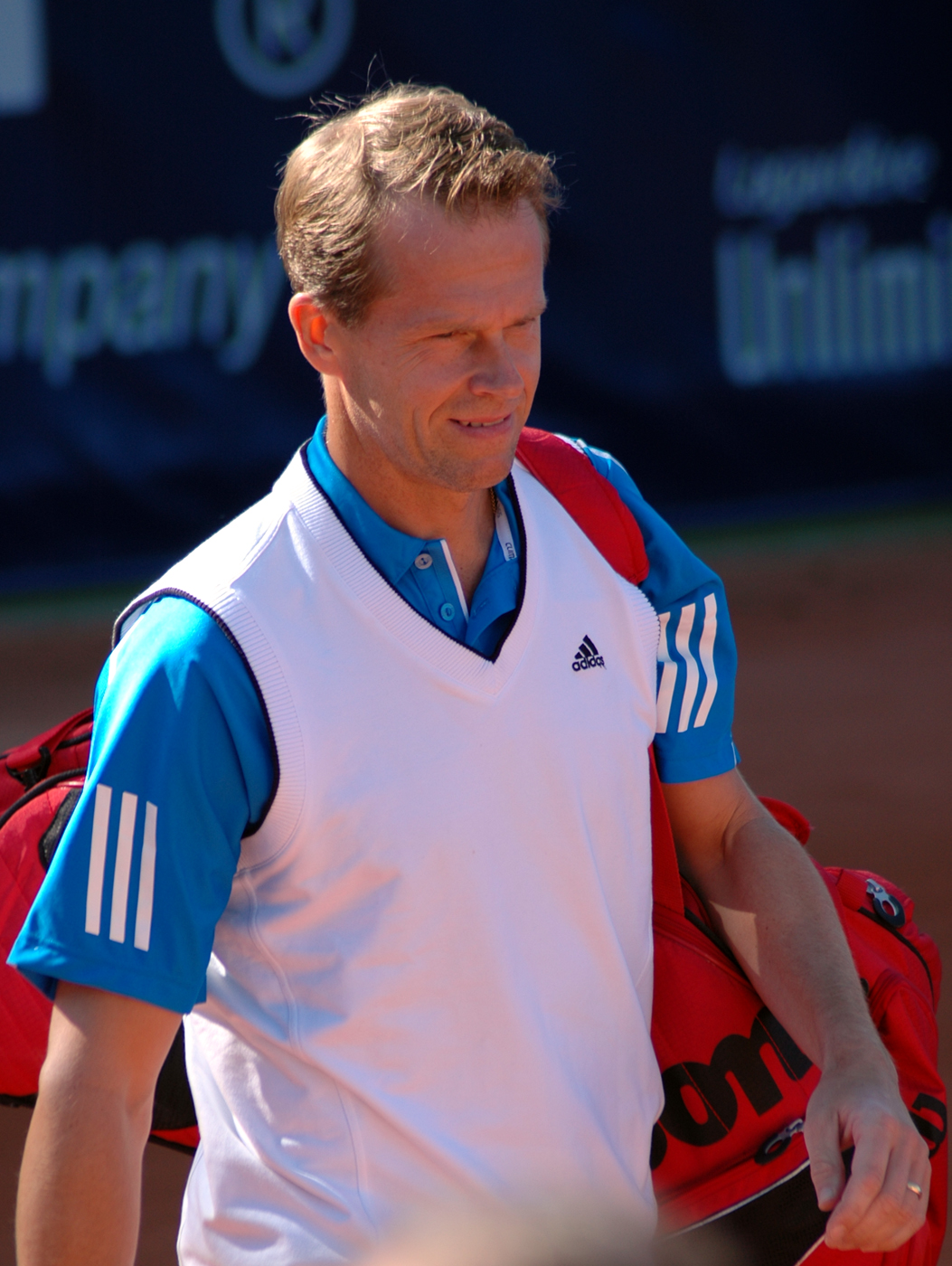
2009 год

На протяжении всей карьеры на равных соперничал с сильнейшими теннисистами своего времени — Джоном Макинроем, Иваном Лендлом, Матсом Виландером, Джимом Курье и Борисом Беккером. Захватывающими стали встречи Эдберга с Беккером на Уимблдоне. Три года подряд, с 1988 по 1990 год, они играли в финалах самого престижного турнира сезона. В 1988 и в 1990 годах победителем становился Стефан. На период 1989—1991 годов приходится соперничество Эдберга с Беккером за звание первой ракетки мира.
Помимо одиночных, Стефан Эдберг добивался успеха и в парных состязаниях. В середине 1980-х годов дуэт Яррид-Эдберг два года подряд возглавлял десятку лучших пар мира.
Эдберг рекордное число раз представлял Швецию в розыгрыше Кубка Дэвиса. Вместе с командой он выигрывал Кубок Дэвиса 4 раза (в 1984, 1985, 1987 и 1994 годах). Он также трижды побеждал в составе сборной Швеции в командном Кубке мира — в 1988, 1991 и 1995 годов.
Эдберг дважды участвовал в Олимпийских играх. На Олимпиаде в Сеуле (1988) он стал бронзовым призёром как в одиночном так и в парном разряде. На Играх в Барселоне (1992) ему была доверена честь нести флаг Швеции на церемонии открытия.
Завершил профессиональную карьеру в 1996 году. В январе 2004 года за большие достижения в теннисе вошёл в Международный зал теннисной славы.
После окончания активной игровой карьеры Стефан Эдберг стал успешным предпринимателем. У него есть своя доля в лесном и морском промышленных предприятиях Швеции. Большую прибыль приносят его многолетние контракты с немецким концерном «Adidas», чью одежду и обувь он рекламирует. Часть этих денег идут в фонд Артура Эша, известного в прошлом теннисиста, умершего от СПИДа. Также активно спонсирует молодых шведских игроков, предоставляя им именные стипендии. С 2007 года возобновил участие в ветеранских и благотворительных матчах. Его часто приглашают в качестве эксперта и комментатора теннисных матчей телерадиовещательные компании Швеции, Великобритании, США, Австралии.
С начала 2014 и до конца 2015 года Эдберг был тренером швейцарского теннисиста Роджера Федерера.
С 1992 года женат на Аннетт Олсен, у них есть дочь Эмили (род. 1993) и сын Кристофер (род. 1997).
Поклоник английского футбольного клуба «Лидс Юнайтед».

## История рейтинга
| Разряд/Год       | 1983 | 1984 | 1985 | 1986 | 1987 | 1988 | 1989 | 1990 | 1991 | 1992 | 1993 | 1994 | 1995 | 1996 |
| Одиночный разряд | 53   | 20   | 5    | 5    | 2    | 5    | 3    | 1    | 1    | 2    | 5    | 7    | 23   | 14   |
| Парный разряд    | 93   | 13   | 6    | 3    | 3    | 74   | 74   | 129  | 85   | 121  | 27   | 126  | 118  | 44   |

## Результаты на турнирах Большого шлема (54)
| Турнир/Год      | 1983 | 1984 | 1985 | 1986 | 1987 | 1988 | 1989 | 1990 | 1991 | 1992 | 1993 | 1994 | 1995 | 1996 | П/У    | В–П    |
| --------------- | ---- | ---- | ---- | ---- | ---- | ---- | ---- | ---- | ---- | ---- | ---- | ---- | ---- | ---- | ------ | ------ |
| Australian Open | 2Р   | 1/4  | П    | −    | П    | 1/2  | 1/4  | Ф    | 1/2  | Ф    | Ф    | 1/2  | 4Р   | 2Р   | 2 / 13 | 56-10  |
| Ролан Гаррос    | −    | 2Р   | 1/4  | 2Р   | 2Р   | 4Р   | Ф    | 1Р   | 1/4  | 3Р   | 1/4  | 1Р   | 2Р   | 4Р   | 0 / 13 | 30-13  |
| Уимблдон        | 2Р   | 2Р   | 4Р   | 3Р   | 1/2  | П    | Ф    | П    | 1/2  | 1/4  | 1/2  | 2Р   | 2Р   | 2Р   | 2 / 14 | 49-12  |
| US Open         | 1Р   | 2Р   | 4Р   | 1/2  | 1/2  | 4Р   | 4Р   | 1Р   | П    | П    | 2Р   | 3Р   | 3Р   | 1/4  | 2 / 14 | 43-12  |
| В–П за год      | 1-3  | 6-4  | 16-3 | 8-3  | 17-3 | 18-3 | 19-3 | 13-3 | 21-3 | 19-3 | 16-4 | 8-4  | 7-4  | 9-4  | 6 / 54 | 178-47 |

## Финалы турниров Большого Шлема в одиночном разряде (11)

### Победы (6)
| Год  | Турнир                       | Соперник      | Счёт                |
| 1985 | Открытый чемпионат Австралии | Матс Виландер | 6-4 6-3 6-3         |
| 1987 | Открытый чемпионат Австралии | Пэт Кэш       | 6-3 6-4 3-6 5-7 6-3 |
| 1988 | Уимблдонский турнир          | Борис Беккер  | 4-6 7-6(2) 6-4 6-2  |
| 1990 | Уимблдонский турнир          | Борис Беккер  | 6-2 6-2 3-6 3-6 6-4 |
| 1991 | Открытый чемпионат США       | Джим Курье    | 6-2 6-4 6-0         |
| 1992 | Открытый чемпионат США       | Пит Сампрас   | 3-6 6-4 7-6 6-2     |

### Поражения (5)
| Год  | Турнир                       | Соперник     | Счёт                 |
| 1989 | Открытый чемпионат Франции   | Майкл Чанг   | 1-6 6-3 6-4 4-6 2-6  |
| 1989 | Уимблдонский турнир          | Борис Беккер | 0-6 6-7(1) 4-6       |
| 1990 | Открытый чемпионат Австралии | Иван Лендл   | 6-4 6-7(3) 2-5 отказ |
| 1992 | Открытый чемпионат Австралии | Джим Курье   | 3-6 6-3 4-6 2-6      |
| 1993 | Открытый чемпионат Австралии | Джим Курье   | 2-6 1-6 6-2 5-7      |

## Победы на турнирах в одиночном разряде

### Турниры АТП-Тур
| - Милан, Италия: 1984 - Лос-Анджелес, США: 1984 - Мемфис, США: 1985 - Сан-Франциско, США: 1985 - Базель, Швейцария: 1985 - Гштаад, Швейцария: 1986 - Базель, Швейцария: 1986 - Стокгольм, Швеция: 1986 - Мемфис, США: 1987 - Роттердам, Нидерланды: 1987 - Токио, Япония: 1987 - Цинциннати, США: 1987 - Токио, Япония: 1987 - Стокгольм, Швеция: 1987 - Роттердам, Нидерланды: 1988 - Базель, Швейцария: 1988 - Токио, Япония: 1989 - Индиан-Уэлс, США: 1990 | - Токио, Япония: 1990 - Лос-Анджелес, США: 1990 - Цинциннати, США: 1990 - Лонг-Айленд, США: 1990 - Париж (Берси), Франция: 1990 - Штутгарт, Германия: 1991 - Токио, Япония: 1991 - Queens, Великобритания: 1991 - Токио, Япония: 1991 - Сидней, Австралия: 1991 - Гамбург, Германия: 1992 - Нью-Хейвен, США: 1992 - Мадрид, Испания: 1993 - Доха, Катар: 1994 - Штутгарт, Германия: 1994 - Вашингтон, США: 1994 - Доха, Катар: 1995 |

## Выступления на командных турнирах

### Финалы командных турниров (7)

#### Победы (3)
| №  | Год  | Турнир       | Команда                                               | Соперник в финале                                            | Счёт |
| 1. | 1984 | Кубок Дэвиса | Швеция М. Виландер, Х. Сундстрём, С. Эдберг, А. Яррид | США Д. Коннорс, Д. Макинрой, П. Флеминг, Д. Ариас            | 4-1  |
| 2. | 1985 | Кубок Дэвиса | Швеция М. Виландер, С. Эдберг, Й. Нюстрём             | Германия М. Вестфал, Б. Беккер, А. Маурер                    | 3-2  |
| 3. | 1994 | Кубок Дэвиса | Швеция Я. Апелль, Й. Бьоркман, М. Ларссон, С. Эдберг  | Россия А. Волков, Е. Кафельников, А. Ольховский, А. Черкасов | 4-1  |

#### Поражения (4)
| №  | Год  | Турнир       | Команда                                                | Соперник в финале                                  | Счёт |
| 1. | 1986 | Кубок Дэвиса | Швеция М. Пернфорс, С. Эдберг, А. Яррид                | Австралия П. Кэш, П. Макнами, Д. Фитцжеральд       | 2-3  |
| 2. | 1988 | Кубок Дэвиса | Швеция М. Виландер, К. Карлссон, С. Эдберг, А. Яррид   | Германия Б. Беккер, Э. Елен, П. Кюнен, К. У. Штееб | 1-4  |
| 3. | 1989 | Кубок Дэвиса | Швеция М. Виландер, Я. Гуннарссон, С. Эдберг, А. Яррид | Германия Б. Беккер, Э. Елен, К. У. Штееб           | 2-3  |
| 4. | 1996 | Кубок Дэвиса | Швеция Й. Бьоркман, Н. Култи, С. Эдберг, Т. Энквист    | Франция А. Бёч, С. Пьолин, Г. Рау, Г. Форже        | 2-3  |